# Liliana Nikiteanu

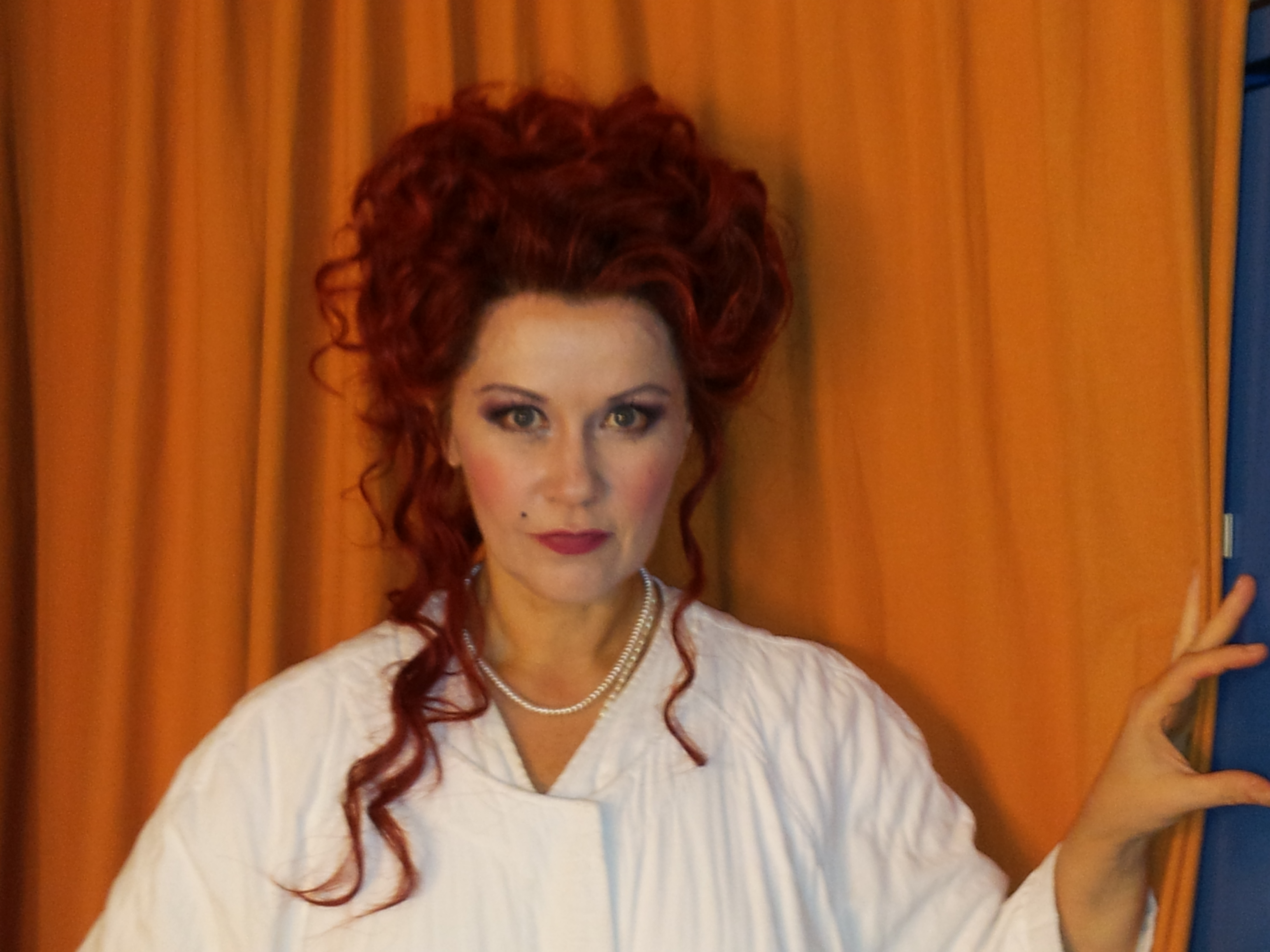
Liliana Nikiteanu

Liliana Nikiteanu (* 10. Oktober 1962 in Bukarest) ist eine rumänische Sängerin (Mezzosopran).

## Leben
Ihre Laufbahn begann nach Abschluss der Bukarester Musikakademie im Jahre 1986 im Musiktheater Galati. 1989 kam sie aus Rumänien nach Wien. Seit 1991 ist sie Mitglied des Opernhauses in Zürich. Ihre steile Karriere brachte sie als Gast in Opernhäuser wie: München, Berlin, Wien, Barcelona, Hamburg, Dresden, Paris oder in großen Festspielen wie: Salzburger Sommer- und Osterfestspiele, Aix-en-Provence, Montpellier, Bregenz und La Coruna. Sie hat ein immenses Repertoire: Darin finden sich über 60 Partien, u. a.: Octavian in Der Rosenkavalier von Richard Strauss, Carmen von Georges Bizet, Jezibaba in Rusalka von Antonín Dvořák, Margarete in La damnation de Faust von Hector Berlioz und Ljubascha in Die Zarenbraut von Nikolai Rimski-Korsakow. Außerdem zehn Mozart-Partien, Thérèse von Jules Massenet, Orfeo ed Euridice von Christoph Willibald Gluck und Fricka in Das Rheingold von Richard Wagner.
Als Konzertsängerin singt sie ein Repertoire von Bach bis Berio. Unter anderem sang sie in Paris Cité de la musique Les nuits d’été von Hector Berlioz mit Heinz Holliger, Mozarts Requiem in Sao Paulo unter John Neshling, die Konzertarie Berenice in Bamberg mit Ádám Fischer, Giuseppe Verdis Requiem in Kopenhagen mit Aldo Ceccato, in Zürich Ludwig van Beethovens 9. Sinfonie mit Zubin Mehta, Gioachino Rossinis Stabat Mater unter Nello Santi und die Messe in C-Dur von Mozart, zusammen mit Franz Welser-Möst in der Basilica St. Pietro in Rom, bei der 500-Jahre-Schweizer-Garde-Feier, wo die Messe durch Papst Benedikt XVI. zelebriert wurde. Liliana Nikiteanu singt mit Dirigenten wie Claudio Abbado, John Eliot Gardiner, William Christie, René Jacobs, Philippe Jordan, Zubin Mehta und Nicolae Moldoveanu.

## Werke (Auswahl)
An der Zürcher Oper entstanden viele Liveaufnahmen, darunter
- Mozarts Da Ponte Trilogie in der Regie von Jürgen Flimm unter Nikolaus Harnoncourt,
- Peter Grimes von Benjamin Britten,
- Hänsel und Gretel von Engelbert Humperdinck – beide unter Welser-Möst, oder
- Cavalleria rusticana von Pietro Mascagni unter Stefano Ranzzani in der Regie von Grischa Asagaroff.

## Preise und Auszeichnungen
Sie gewann zahlreiche Gesangspreise:
- 1984 in Barcelona Francisco Vinas
- 1988 Belgrad-Jeunesse Musical
- 1989 Wien Bellvedere
- 1991 Genf CIEM.